# André Capron (professeur)
Pour les articles homonymes, voir André Capron et Capron.
Œuvres principales
- Essai d'illustration du parler borain
- Pierre Ruelle et le Borinage
- Pou dîre à l'èscriène
- Vólez có dès istwâres ?… In v'là !
- Çouci... c'èst l' Diâbe !
- Ël Pëtit Préce
- Piérót Tiète d'Urchon

André Capron né à Pâturages en Belgique, le 18 juin 1928 et mort à Casteau le 2 août 2018, est un professeur de langues germaniques. Il fut membre titulaire de la Société de langue et de littérature wallonnes et a reçu différents prix, dont le Picard d’or 2010 de l’asbl Catiau et Terris.

## Études et carrière
- André Capron suit des études en philologie latine et grecque à l'Athénée royal de Mons, puis obtient une licence en philologie germanique à l'université de Liège en 1949 ; il est agrégé de l'enseignement moyen supérieur. Il est professeur de langues germaniques (surtout anglais) de 1949 à 1988.

## Publications
- avec Pierre Nisolle (pour l'orthographe Feller et la vérification des transcriptions en phonétique internationale) : Essai d'illustration du parler borain, Charleroi, MicRomania (collection : Lingva MicRomania, n° 5), 2003. L'ouvrage a reçu le prix du Cercle Royal Borain en 2002 et le prix de la Communauté française en 2003.
- Rubrique périodique intitulée "À propos d'un mot borain" dans Le Borain, bulletin du Cercle royal borain de Bruxelles.
- Quelques poèmes en borain publiés dans èl Bourdon.
- Ël Pëtit Préce de Antoine de Saint-Exupéry. Tradwit in borégn, édition Tintenfass, 2010.
- Piérót Tiète d'Urchon de Heinrich Hoffmann, traduction en picard borain, édition Tintenfass, 2010.
- Pierre Ruelle et le Borinage, recueil des écrits de Pierre Ruelle sur le borain, les Borains et le Borinage ; il est suivi de six contes en picard borain.
- Henry Raveline, Pou dîre à l'èscriène. Contes borains, volume 1 ; édition, traduction et notes par André Capron ; illustrations de Nelly Vaeremans. Collection « Classiques wallons », n° 2, 2007.
- Henry Raveline, Vólez có dès istwâres ?… In v'là ! Contes borains, volume 2 ; édition, traduction et notes par André Capron ; illustrations de Nelly Vaeremans. Collection « Classiques wallons », n° 3, 2007.
- Henry Raveline, Çouci... c'èst l' Diyâbe ! Contes borains, volume 3 ; édition, traduction et notes par André Capron ; illustrations de Nelly Vaeremans. Collection « Classiques wallons », n° 4, 2012.
- Lès-Aventûres d’Alice ô Pèyis dès Mèrvèy de Lewis Carroll. Traduction par André Capron ; illustrations de John Tenniel. Portlaoise, Evertype, 2012.  (ISBN 978-1-904808-87-9) lire en ligne.
- « L’âlion, une coutume folklorique boraine, disparue à la fin du 19ème siècle. Les chansons d'âlion », Dialectes de Wallonie, vol. 34,‎ 2012.